# Дем'янчук Максим Петрович
Максим Петрович Дем'янчук (нар. 18 січня 1994, Україна) — український футболіст, захисник.

## Клубна кар'єра
Вихованець футбольної школи «Буковина» (Чернівці) та РВУФК (Київ). У чемпіонаті України (ДЮФЛ) виступав саме за чернівецьку «Буковину» та київський «РВУФК».
Впродовж 2011–2013 років виступав в хмельницькому «Динамо» за команду провів 20 матчів, в 2013 році став гравцем дніпропетровського «Дніпра», в якому виступав за молодіжні команди.
В сезоні 2013/14 виступав за команду дублерів ужгородської «Говерли». Восени 2014 року перейшов до чернівецької «Буковини».
Взимку 2015 проходив перегляд у молодіжній збірній Азербайджану, ним цікавились два клуби з Прем'єр-ліги Азербайджану, але Максим залишився захищати кольори чернівецької команди.